# Christoph Kulenkampff
Christoph Kulenkampff (* 2. März 1947 in Heidelberg; † 25. Dezember 2018) war ein deutscher Rechtsanwalt und von 1991 bis 1993 Staatssekretär in Hessen.

## Biografie
Christoph Kulenkampff studierte ab 1966 Rechtswissenschaften und war nach dem Zweiten Juristischen Staatsexamen ab 1975 als Staatsanwalt tätig. Er wechselte im Jahr 1978 ins hessische Justizministerium und amtierte ab 1986 als Generalstaatsanwalt des Landes Hessen. Anschließend war er von 1991 bis 1993 Staatssekretär im Hessischen Innenministerium. Er trat im Jahr 1993 von seinem Amt zurück, nachdem ein Neonazi-Aufmarsch in Fulda hatte unbehindert stattfinden können. Danach übernahm er seit 1995 Funktionen bei Verbänden der Wohnungswirtschaft. In den Jahren 2000 bis 2007 leitete er als geschäftsführender Vorstand die Schader-Stiftung. Seit 2010 war er als Rechtsanwalt tätig. Kulenkampff gehörte bis Juni 2008 für 37 Jahre der SPD an.